# Edward Montagu (1625-1672)
Edward Montagu (27 de julio de 1625 - 28 de mayo de 1672), vizconde Hinchingbrooke, I.er conde de Sandwich y caballero de la Orden de la Jarretera, fue un militar, diplomático y hombre de estado inglés, destacado participante en los principales conflictos bélicos de su época, primero como oficial de infantería y más tarde como almirante de la marina real británica.

## Biografía
Edward Montagu nació el 25 de julio de 1625 como el único hijo superviviente de Sir Sidney Montagu (1572-1644) y su primera esposa, Paulina Pepys (fallecida en 1638), tía abuela de Samuel Pepys. El 7 de noviembre de 1642, Edward se casó con Jemimah Crew, hija de John Crew, primer barón Crew, y Jemima Waldegrave, a quien Pepys en su diario se refiere con gran cariño como «Mi Señora». La pareja tuvo diez hijos:
- Jemima (1646–1671)
- Eduardo (1648–1688)
- Paulina (1649–1669)
- Sidney (1650–1727)
- Oliver (c. 1655–1689)
- Juan (c. 1655–1729)
- Carlos (1658–1721)
- Ana (1660–1729)
- Catalina (1661–1757)
- James (n. 1664)

La muerte de Paulina en febrero de 1669, con tan solo veinte años, fue un gran dolor para su padre. Pepys, quien la llamaba «una señora irritable», fue a presentarle sus condolencias, pero lo encontró «encerrado por la tristeza».

### Época Cromwell
Comenzó su carrera militar en 1642 comandando un regimiento durante la guerra civil inglesa en el bando de las fuerzas parlamentarias, con el que participó en el bombardeo de Lincoln y en la batalla de Marston Moor.  Tres años más tarde se le confirió el mando de otro regimiento en el nuevo ejército modelo recién creado.
En 1653 fue nombrado miembro del consejo de estado de Oliver Cromwell.  Aunque no tenía experiencia naval, su amistad personal con Cromwell le valió ser designado almirante, con mando conjunto con Robert Blake, de la armada que durante la guerra anglo-española de 1655-60 patrulló las costas españolas al acecho de la flota de Indias; no llegó a entrar en combate en esta ocasión, pues la flota española fue interceptada por Richard Stayner en la batalla de Cádiz mientras Blake y Montagu se encontraban en Lisboa conminando al rey Juan IV de Portugal a cumplir los acuerdos anglo-portugueses del tratado de Westminster.
Entre 1657-58 comandó la flota estacionada frente a los Países Bajos en apoyo de la campaña contra Dunkerke, aunque sus frecuentes estancias en Londres motivaron que el mando de facto recayera en su segundo Richard Stayner.  Tras la muerte de Oliver Cromwell sirvió al sucesor de éste, Richard Cromwell, liderando la armada que en el estrecho de Oresund intentaba forzar la paz entre Suecia y Dinamarca, enfrentadas en la guerra sueco-danesa.

### Reino de Carlos II
En 1660 fue el emisario que Carlos II, exiliado en los Países Bajos, utilizó para llevar al parlamento inglés la declaración de Breda en la que aceptaba nuevamente su regreso al trono, y ese mismo año dirigió la flota que condujo a éste de regreso a Londres; por sus servicios, el rey Carlos II le nombró caballero de la Orden de la Jarretera, vizconde Hinchingbrooke y conde de Portsmouth, título éste que poco después fue renombrado como conde de Sandwich, maestre del guardarropa real y almirante del Canal de la Mancha. En 1661 estaba al mando de la flota en el Mediterráneo, con Sir John Lawson como su segundo, ambos ocupados en vencer las objeciones que los portugueses ponían a la entrega de Tánger a Inglaterra como parte de la dote que la infanta Catalina de Braganza debía aportar al matrimonio con Carlos II.
Posteriormente participó en la segunda guerra anglo-neerlandesa que las Provincias Unidas mantuvieron contra Inglaterra por la rivalidad comercial existente entre ambos países, tomando parte en las batallas de Lowestoft y Vågen.  En 1667 viajó a la península ibérica en misión diplomática para tomar parte en la firma del tratado de Madrid, en el que se ajustaban las paces entre ambos países, y en 1668 para intermediar en la del tratado de Lisboa, por el que se daba por concluida la independencia de Portugal del Imperio español.

### Muerte
En 1672 se desató nuevamente la guerra entre Inglaterra y las Provincias Unidas.  Montagu, vicealmirante del duque de York, murió en los primeros compases de este conflicto al incendiarse su barco durante la batalla de Solebay; su cuerpo fue embalsamado y llevado a Londres para su entierro. El miércoles 3 de julio de 1672 fue enterrado en la Abadía de Westminster tras un funeral de estado que comenzó con una procesión por el río Támesis de cinco barcazas decoradas desde Deptford. Su cuerpo desembarcó en Westminster alrededor de las 17:00 y fue trasladado a la Abadía en una gran procesión.

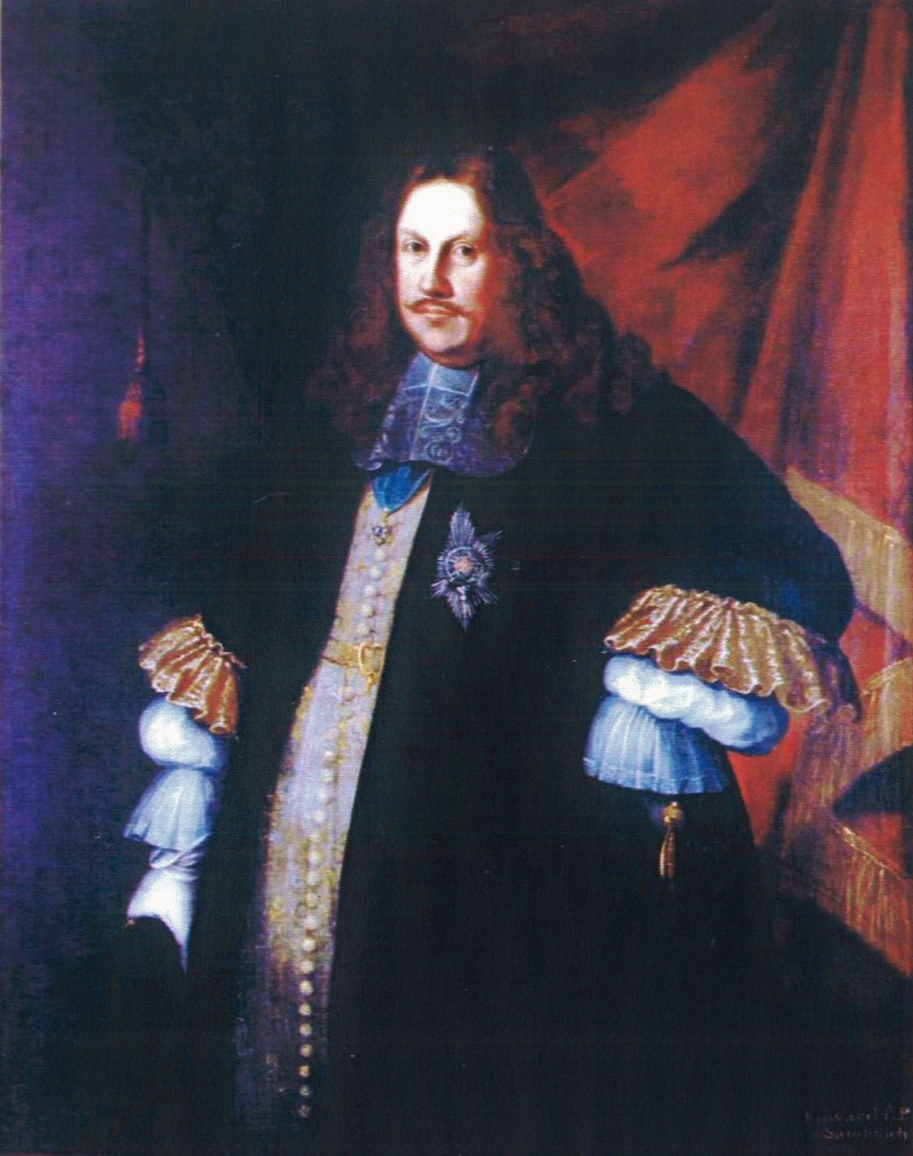
Edward Montagu en 1667, Lisboa

## Familia
Casado a los 17 años con Jemima Crew, el matrimonio tuvo seis hijos y cuatro hijas.  El mayor de los varones, Edward Montagu, le sucedió en sus títulos nobiliarios.